# Epidendrum trachychlaena
Epidendrum trachychlaena är en orkidéart som beskrevs av Rudolf Schlechter. Epidendrum trachychlaena ingår i släktet Epidendrum och familjen orkidéer. Inga underarter finns listade i Catalogue of Life.